# Kon-Boot
Kon-Bootは、ユーザーがMicrosoft WindowsパスワードとApple macOSパスワード（Linuxサポートは廃止されました）をバイパスすることを、恒久かつ継続的なシステムへの変更をかけることなく、可能にするソフトウェアユーティリティです。 また、Windows 11 / Windows 10オンライン（ライブ）パスワードをバイパスし、WindowsシステムとmacOSシステムの両方をサポートできる、最初に報告されたツールです

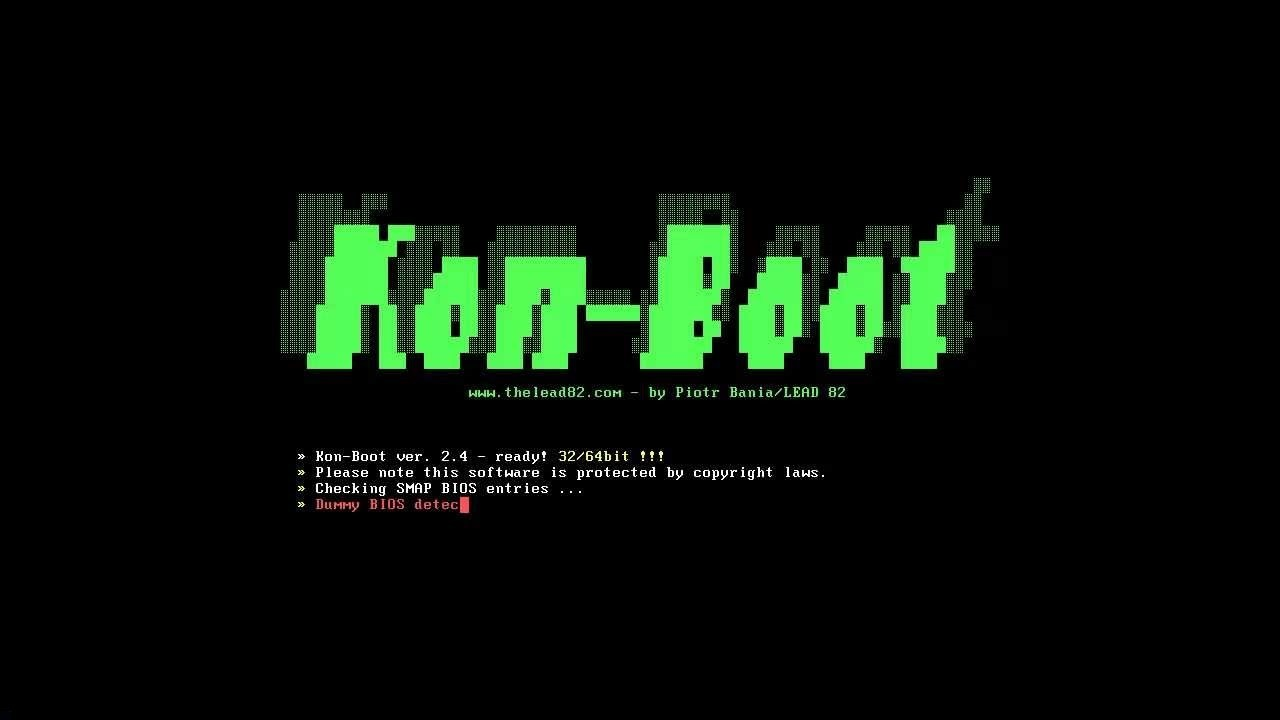
kon-bootロード

## 歴史
Kon-Bootはもともと、パスワードを忘れがちな人々のために、フリーウェアセキュリティツールとして実験的に設計されました。 主な目的は、ユーザーが正しいパスワードを知らなくても、システムに永続的な変更を加えることなく、目的のコンピューターにログインできるようにすることでした。
最初のKon-Bootリリースは、2008年にDailyDaveメーリングリストで発表されました。 バージョン1.0（フリーウェア）では、ユーザーはLinuxベースのオペレーティングシステムにログインし、認証プロセスをバイパスできました（パスワードを知らなくてもシステムへのアクセスが許可されました）。
2009年、このソフトウェアの作者はLinuxおよび32ビットMicrosoft Windowsシステム用のKon-Bootを発表しました。 このリリースでは、Windows Server 2008からWindows 7までのWindowsオペレーティングシステムで、Windowsシステムのパスワードをバイパスするための追加サポートが提供されました。このバージョンは、引き続きフリーウェアとして利用可能です
最新のKon-Bootリリースは商用製品としてのみ利用可能であり、現在も維持されています。 現行バージョン（3.1）は、次のオペレーティングシステムでパスワードをバイパスできます。
| サポートされているMicrosoft Windowsオペレーティングシステム                                    |
| ---------------------------------------------------------------------------------------------- |
| Microsoft Windows XP                                                                           |
| Microsoft Windows Vista Home Basic 32Bit/64Bit                                                 |
| Microsoft Windows Vista Home Premium 32Bit/64Bit                                               |
| Microsoft Windows Vista Business 32Bit/64Bit                                                   |
| Microsoft Windows Vista Enterprise 32Bit/64Bit                                                 |
| Microsoft Windows Server 2003 Standard 32Bit/64Bit                                             |
| Microsoft Windows Server 2003 Datacenter 32Bit/64Bit                                           |
| Microsoft Windows Server 2003 Enterprise 32Bit/64Bit                                           |
| Microsoft Windows Server 2003 Web Edition 32Bit/64Bit                                          |
| Microsoft Windows Server 2008 Standard 32Bit/64Bit                                             |
| Microsoft Windows Server 2008 Datacenter 32Bit/64Bit                                           |
| Microsoft Windows Server 2008 Enterprise 32Bit/64Bit                                           |
| Microsoft Windows 7 Home Premium 32Bit/64Bit                                                   |
| Microsoft Windows 7 Professional 32Bit/64Bit                                                   |
| Microsoft Windows 7 Ultimate 32Bit/64Bit                                                       |
| Microsoft Windows 8 and 8.1 all versions (32Bit/64Bit -- includes live/online password bypass) |
| Microsoft Windows 10 all versions (32Bit/64Bit -- includes live/online password bypass)        |
| Microsoft Windows 11 all versions (64Bit -- includes live/online password bypass)              |

| サポートされているApple macOS / OS Xオペレーティングシステム |
| ------------------------------------------------------------ |
| Apple OS X 10.6                                              |
| Apple OS X 10.7                                              |
| Apple OS X 10.8                                              |
| Apple OS X 10.9                                              |
| Apple OS X 10.10                                             |
| Apple OS X 10.11                                             |
| Apple macOS Sierra (10.12)                                   |
| Apple macOS High Sierra (10.13)                              |
| Apple macOS Mojave (10.14)                                   |
| Apple macOS Catalina (10.15)                                 |
| Apple macOS Big Sur (11)                                     |
| Apple macOS Monterey (12)                                    |
| Apple macOS Ventura (13)                                     |
| Apple macOS Sonoma (14)                                      |
| Apple macOS Sequoia (15)                                     |

## 技術
Kon-Bootは、ブートキットのように動作します（したがって、アンチウイルスソフトウェアで誤検知アラートを作成することもよくあります）。 BIOSメモリに自分自身を挿入（非表示）します。 Kon-Bootは、カーネルコードをその場で（実行時）変更し、オペレーティングシステムのロード中にユーザーの認証データの検証を行うコードを一時的に変更します。
CHNTPW などのパスワードリセットツールとは異なり、Kon-BootはシステムファイルとSAMハイブを変更せず、すべての変更は一時的なものであり、システムの再起動後に消滅します。

## 制限（防止）
Kon-Bootはディスク暗号化をバイパスできないため、Kon-Bootなどのツールが心配なユーザーは、ディスク暗号化（FileVaultなど）ソフトウェアを使用する必要があります。 BIOSパスワードと有効化されたSecureBoot  機能も優れた防止策です。